# Adenomera coca
Adenomera coca es una especie de anfibio anuro de la familia Leptodactylidae.

## Distribución geográfica
Esta especie es endémica de Bolivia. Habita a 800 m de altitud en la provincia de Chapare en el departamento de Cochabamba.

## Publicación original
- Angulo & Reichle, 2008 : Acoustic signals, species diagnosis, and species concepts: the case of a new cryptic species of Leptodactylus (Amphibia, Anura, Leptodactylidae) from the Chapare region, Bolivia. Zoological Journal of the Linnean Society, vol. 152, n.º 1, p. 59-77[6]